# Operophtera phryganea
Operophtera phryganea är en fjärilsart som beskrevs av Jules Pièrre Rambur 1871. Operophtera phryganea ingår i släktet Operophtera och familjen mätare. Inga underarter finns listade i Catalogue of Life.